# Albicocca Valleggia
L'albicocca Valleggia (chiamata localmente valleggina) è una varietà di albicocca coltivata in provincia di Savona, principalmente a Valleggia, frazione del comune di Quiliano. Rientra nell'elenco dei prodotti agroalimentari tradizionali italiani e tra i presidi slow food.

## Storia e diffusione
Le prime notizie sulla presenza dei frutteti risalgono ai primi anni dell'ottocento. In Statistica del Dipartimento di Montenotte redatto dal prefetto napoleonico Gilbert Chabrol de Volvic nel 1824, viene descritta una tipologia di albicocca presente nelle aree in cui in seguito è avvenuta la coltivazione. 
Fino alla fine degli anni sessanta del secolo successivo i frutteti erano presenti in quasi tutta la riviera savonese, da Loano a Varazze, e rappresentavano il 70% della raccolta dell'intera provincia di Savona. I frutti venivano esportati anche all'estero, specialmente in Svizzera e in Germania. L'enciclopedia agraria italiana del 1952 raccoglie la documentazione relativa all'albicocca di Valleggia, oltre ai dati che riguardano la produzione dal 1936 al 1939 e dal 1946 al 1949. Tra il 1970 e il 1990, in seguito allo sviluppo del florovivaismo e dell'edilizia privata, vennero effettuati numerosi espianti che portarono a una consistente riduzione dei frutteti. Grazie all'intervento di fondazioni ed enti locali, successivi interventi hanno permesso di realizzare nuove coltivazioni atte a garantire il recupero delle produzioni locali più a rischio.

## Aree di coltivazione
Le coltivazioni vengono effettuate in tutta la fascia costiera della provincia di Savona e nella parte orientale dell'entroterra. I frutteti più consistenti sono presenti nel territorio di Quiliano, principalmente nella frazione di Valleggia, dove sono presenti piccole aziende agricole che ricavano un reddito abbastanza importante dalla coltivazione dell'albicocca. Queste aziende fanno capo a due cooperative più grandi, che sono le uniche autorizzate all'utilizzo del marchio e all'imballaggio e alla conseguente distribuzione dei raccolti. Il periodo di maturazione e raccolta va da fine giugno a metà luglio.

## Caratteristiche
I frutti hanno buccia sottile e il classico colore arancio chiaro, con piccoli puntini di colore rosso scuro tipici di questa varietà. La polpa è molto dolce e aromatica.